# كريم قاسم
كريم أحمد قاسم (مواليد 8 أكتوبر 1986 –) هو ممثل مصري ولد من أب مسلم وأم يهودية. اختاره المنتج حسين القلا ليكون أحد أبطال فيلمه أوقات فراغ، والذي احتفت به الصحافة المصرية وقت صدوره. ثم قدم بعدها عدة أفلام أخرى منها: الماجيك، وبالألوان الطبيعية، وإيي يو سي، ومصور قتيل، و ولاد رزق.

## عن حياته
ولد كريم أحمد قاسم في 8 أكتوبر 1986، في القاهرة. على الرغم من أنه نشأ في أسرة متعددة الأديان تحتفل بجميع الأعياد اليهودية والمسيحية والإسلامية عندما كان طفلاً، فقد نشأ مسلمًا. حيث كانت والدته الراحلة يهودية وكان والده مسلم وهو من أصول إسلامية ومسيحية، حيث كان جده من جهة أبيه مسلم الديانة وكانت جدته مسيحية. كان جده لأمه يهودياً معادياً للصهيونية رفض الهجرة إلى إسرائيل، معتقداً أن الصهيونية حركة «عنصرية». وكان جده لأمه قومياً مصرياً بارزاً. تخرج من الجامعة الأمريكية بالقاهرة. درس كريم التمثيل والإخراج المسرحي من خلال دراسته بالجامعة، وعمل في العديد من مسرحيات الجامعة. درس كريم أيضا التمثيل في عدة ورش تمثيلية خارج مصر مثل: باريس، ولندن.

## أعماله

### الأفلام
| السنة | اسم الفيلم                  | الدور                         | ملاحظات   |
| ----- | --------------------------- | ----------------------------- | --------- |
| 2006  | أوقات فراغ                  | عمرو                          |           |
| 2007  | لكل سينماه                  | يحيى شكري                     |           |
| 2007  | الماجيك                     | مصطفى                         |           |
| 2009  | بالألوان الطبيعية           | يوسف                          |           |
| 2011  | إيي يو سي                   | عمر                           |           |
| 2012  | مصور قتيل                   | شاب مدمن                      |           |
| 2014  | مربي لارنج                  | رمزي                          | فيلم قصير |
| 2015  | ولاد رزق                    | رمضان رزق                     |           |
| 2015  | بتوقيت القاهرة              | وائل                          |           |
| 2015  | آخر ورقة                    | كريم                          |           |
| 2016  | كدبة كل يوم                 | سيف                           |           |
| 2017  | سمكة وصنارة                 | مصطفى بنداري                  |           |
| 2018  | ليل/خارجي                   | محمد عبد الهادي (المشهور بمو) |           |
| 2019  | ولاد رزق 2: عودة أسود الأرض | رمضان رزق                     |           |
| 2019  | سواح                        |                               |           |
| 2022  | حظك اليوم                   | عمر توفيق                     |           |
| 2024  | ولاد رزق 3 - القاضية        | رمضان رزق                     |           |

### المسلسلات
| السنة | اسم المسلسل     | الدور      | ملاحظات |
| ----- | --------------- | ---------- | ------- |
| 2009  | خاص جدا         | معتز       |         |
| 2010  | الجماعة         | تيمور      |         |
| 2012  | الهروب          | أحمد       |         |
| 2014  | كلام على ورق    | مروان أديب |         |
| 2015  | الكابوس         | فارس       |         |
| 2015  | البيوت أسرار    | سيف        |         |
| 2017  | شاش X قطن       | جون        |         |
| 2017  | نصيبي و قسمتك 2 | كريم       |         |
| 2019  | نصيبي و قسمتك 3 | ربيع       |         |
| 2020  | مملكة إبليس     | حماصة      |         |
| 2020  | لما كنا صغيرين  | وائل       |         |
| 2021  | المشهد الأخير   |            |         |
| 2022  | يوتيرن          | خالد       |         |
| 2023  | زينهم           | جيمي       |         |

## وصلات خارجية
- كريم قاسم على موقع IMDb (الإنجليزية)
- كريم قاسم على موقع الدهليز
- كريم قاسم على موقع قاعدة بيانات الأفلام العربية
- كريم قاسم على موقع ألو سيني (الفرنسية)
- كريم قاسم على موقع قاعدة بيانات الفيلم (الإنجليزية)
- كريم قاسم على موقع كينوبويسك (الروسية)